# Lake Murray (Kalifornien)
Lake Murray ist ein Stausee im San Diego County in Südkalifornien. Der See ist Lebensraum einer großen Anzahl von Vogelarten. Der See befindet sich im Mission Trails Regional Park, dem größten Stadtpark Kaliforniens. Bei maximale Stauhöhe beträgt 29 Meter. Wenn der See vollständig gefüllt ist, beträgt die Wasseroberfläche 69,2 Hektar und die Küstenlinie 5,1 Kilometer. Der See liegt südlich der höchsten Erhebung San Diegos, Cowles Mountain.

## Geschichte
Der Stausee wurde 1894 mit einfachen Erdwall errichtet und war zu der Zeit als La Mesa Reservoir bekannt. Nach der Flut im Jahr 1916 im San Diego County, war das Reservoir die wichtigste Wasserquelle für die Stadt San Diego. Im Jahr 1919 wurde der Damm vergrößert und damit die Kapazität des Stausees erweitert. 1924 wurde der Name dann in den heutigen Namen umbenannt, nach James A. Murray, einem der Investoren des Betreiberunternehmens Cuyamaca Water Company. Das Unternehmen mitsamt dem See wurde 1926 an La Mesa, Lemon Grove und Spring Valley Irrigation District verkauft. Der es 6 Jahre später im Jahr 1932 an die Stadt San Diego verkaufte.

## Ökologie
Es wurden 201 verschiedene Vogelarten gesichtet, darunter Schwärme der gefährdeten dreifarbigen Amsel.
Im See sind Forellenbarsche, Mondfische, Welse, Forellen und Karpfen beheimatet.

## Freizeitaktivitäten
Der Stausee ist ein beliebtes Freizeitrevier in San Diego. Er wird insbesondere von Wanderern, Radfahrern und Joggern besucht. Der Damm kann bis zu einer Aussichtsplattform besucht werden. Darüber hinaus ist es möglich das Gewässer mit Boten, Kanus, Kayaks und Schlauchbooten zu befahren. Des Weiteren ist Angeln erlaubt und rund um den See befinden sich verschiedene Picknicktische sowie Grillbereiche.